# 1816
1816 (MDCCCXVI) byl rok, který dle gregoriánského kalendáře započal pondělím.

## Události
- Tento rok je označován za rok bez léta. Výbuch sopky Tambora v roce 1815 způsobil v roce 1816 malou sopečnou zimu.[1]
- 20. února – Jan VI. Portugalský se stal králem Spojeného království Portugalska, Brazílie a Algarves.
- 17. března – První parník přeplul Lamanšský průliv z anglického Newhavenu do francouzského Le Havre.
- 1. června – Byla založena Rakouská národní banka.
- 19. června – Válka o pemikan: V bitvě u Sedmi dubů, nejkrvavějšímu střetu mezi Společností Hudsonova zálivu a Severozápadní společností, bylo zabito 22 mužů.
- 3. července – Asi 300 dělníků ze soukenických továren na shromáždění v Brně v Lužánkách jednalo o nezaměstnanosti a petici moravskému prezidiu a dožadovali se, aby jim úřady obstaraly práci.
- 19. listopadu – Byla založena Varšavská univerzita.
- 4. prosince – V amerických prezidentských volbách byl zvolen James Monroe.
- 11. prosince – Indiana se stala 19. státem USA.
- 21. prosince – Byla založena Americká kolonizační společnost s cílem umožnit návrat potomků černých otroků do Afriky.

### Probíhající události
- 1810–1821 – Mexická válka za nezávislost
- 1815–1817 – Druhé srbské povstání

## Vědy a umění
- 20. února – V Římě měla premiéru opera Gioacchina Rossiniho Lazebník sevillský.
- 9. května – Francouzský průkopník fotografie Nicéphore Niépce pomocí Camery obscury zachytil snímky na papíru s vrstvou chloridu stříbrného, ale snímky nebyly ustálené a obraz zmizel.
- 21. září – V pražském Stavovském divadle měla světovou premiéru opera německého skladatele Louise Spohra Faust.
- Francouzský lékař René Théophile Hyacinthe Laënnec vynalezl stetoskop, předchůdce fonendoskopu.
- Anglická spisovatelka Jane Austenová vydala román Emma.
- Bylo založeno Fitzwilliamovo muzeum Univerzity v Cambridge.
- U Ženevského jezera trávili léto George Gordon Byron, Mary Shelleyová, Percy Bysshe Shelley a John Polidori. Vznikla tehdy díla Frankenstein a Upír.[2]

## Narození

### Česko
- 2. února – Wenzel Neumann, podnikatel a politik († 2. listopadu 1880)
- 28. února – Vilém Kandler, malíř († 18. května 1896)
- 28. května – Salesius Mayer, opat Oseckého kláštera († 19. listopadu 1876)
- 10. června – Josef Rank, rakouský spisovatel († 29. března 1896)
- 25. července – Richard Dotzauer, podnikatel a politik († 31. května 1887)
- 2. září – Egbert Belcredi, šlechtic († 11. října 1894)
- 7. září – Ferdinand von Hebra, lékař původu, zakladatel dermatologie († 5. srpna 1880)
- 19. září – Josef Riedel, sklář († 24. dubna 1894)
- 25. září – Josef Mikula, rektor C. k. Františkovy univerzity v Olomouci († 9. března 1881)
- 5. listopadu – Josef Drahorád, hudební skladatel († 24. ledna 1895)
- 8. listopadu – Josef Jaroslav Kalina, básník a filozof († 22. června 1847)
- 11. listopadu – August Wilhelm Ambros, hudební teoretik, kritik a skladatel († 28. června 1876)
- 25. listopadu – František Šohaj, klasický filolog († 31. května 1878)
- 30. listopadu – Josef Podlipský, lékař, novinář a politik († 20. září 1867)
- ? – Ignác Wiese, lékař a politik († 5. února 1878)

### Svět

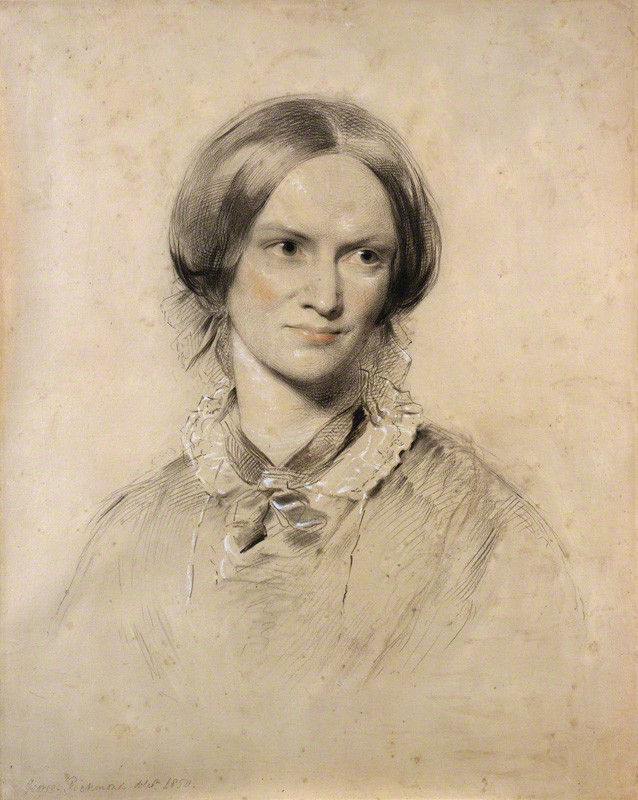
Charlotte Brontëová (* 21. dubna)

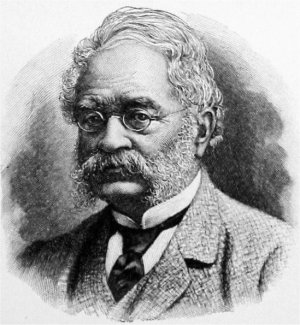
Werner von Siemens (* 13. prosince)

- 29. ledna – Bernhard von Wüllerstorf, ministr obchodu Rakouského císařství († 10. srpna 1883)
- 3. března – Jan Arnošt Smoler, lužickosrbský spisovatel († 13. června 1884)
- 18. února – Robert von Benda, německý šlechtic a politik († 16. srpna 1899)
- 19. února – Alexej Ivanovič Butakov, ruský mořeplavec a geograf († 28. června 1869)
- 25. února – Charles Reutlinger, německý fotograf († 24. června 1888)
- 26. února – Levi Hill, vynálezce barevné fotografie († 9. února 1865)
- 3. března – Jan Arnošt Smoler, lužickosrbský spisovatel († 13. června 1884)
- 16. března – Alfred A. Hart, americký fotograf († 5. března 1908)
- 29. března – Cchulthim Gjamccho, 10. tibetský dalajlama († 30. září 1837)
- 6. dubna – Victor Antoine Signoret, francouzský lékař a entomolog († 3. dubna 1889)
- 13. dubna – William Sterndale Bennett, anglický hudební skladatel († 1. února 1875)
- 21. dubna – Charlotte Brontëová, anglická spisovatelka († 31. března 1855)
- 22. dubna – Bohuslav Šulek, slovenský přírodovědec, jazykovědec a publicista († 30. listopadu 1895)
- 10. května – Friedrich Gerstäcker, německý cestovatel a spisovatel († 31. května 1872)
- 16. května – Rudolf Brestel, ministr financí Předlitavska († 3. března 1881)
- 3. června – François Hubert Prume, belgický houslista a skladatel († 14. července 1849)
- 13. června – Gustav Freytag, německý romanopisec, dramatik a politik († 30. dubna 1895)
- 14. června – Priscilla Tylerová, snacha 10. prezidenta USA Johna Tylera, první dáma († 29. prosince 1889)
- 18. června – Džang Bahádur, nepálský vládce († 25. února 1877)
- 27. června – Friedrich Gottlob Keller, německý mechanik († 8. září 1895)
- 7. července – Rudolf Wolf, švýcarský astronom († 6. prosince 1893)
- 14. července – Arthur de Gobineau, francouzský spisovatel († 13. října 1882)
- 21. července – Paul Julius Reuter, zakladatel agentury Reuters († 25. února 1899)
- 23. července – Jean Laurent Minier, francouzský fotograf († 24. listopadu 1886)
- 31. července – Marie Terezie Izabela Rakouská, arcivévodkyně rakouská († 8. srpna 1867)
- 2. srpna – Carlo Naya, italský fotograf († 30. května 1882)
- 4. srpna – Richard Leach Maddox, anglický fyzik a fotograf († 11. května 1902)
- 6. srpna – Thomas Russell Crampton, anglický inženýr, konstruktér lokomotiv († 19. dubna 1888)
- 4. září – Eugène Noël, francouzský spisovatel († 28. září 1899)
- 11. září – Carl Zeiss, německý průmyslník a optik († 3. prosince 1888)
- 16. září – Johann von Berger, předlitavský politik († 9. prosince 1870)
- 29. září – Paul Féval starší, francouzský spisovatel († 8. března 1887)
- 4. října – Eugène Pottier, francouzský básník a revolucionář († 6. listopadu 1887)
- 15. října – Henri Dupuy de Lôme, francouzský stavitel lodí († 1. února 1885)
- 16. října – Antoine Béchamp, francouzský biolog, chemik, fyzik, lékař a farmaceut († 31. březen 1908)
- 18. října – Friedrich Wilhelm Adami, německý spisovatel († 5. srpna 1893)
- 22. října – Robert Manning, irský hydrolog († 9. prosince 1897)
- 29. října – Ferdinand II. Portugalský, portugalský král († 15. prosince 1885)
- 14. listopadu – Vincenz Pilz, rakouský sochař († 26. dubna 1896)
- 16. listopadu – Otto von Wiedenfeld, ministr obchodu Předlitavska († 5. srpna 1877)
- 25. listopadu – Lewis Morris Rutherfurd, americký advokát a astronom († 30. května 1892)
- 29. listopadu – Morrison Waite, americký právník a politik († 23. března 1888)
- 11. prosince – Bedřich Silva-Tarouca, kněz, malíř, sběratel umění († 23. června 1881)
- 13. prosince – Werner von Siemens, německý vynálezce a průmyslník († 6. prosince 1892)
- ? – Francis Bedford, anglický architekt a fotograf († 15. května 1894)
- ? – Rudolph Striegler, dánský fotograf († 24. ledna 1876)

## Úmrtí

### Česko
- 20. ledna – Johann Nepomuk Grün, opat strahovského kláštera (* 12. listopadu 1751)
- 7. března – Karel Ignác Thám, spisovatel, (* 4. listopadu 1763)
- 8. března – František Antonín Steinský, vědec, historik, malíř, učitel krasopisu (* 16. ledna 1752)
- 10. března – Augustin Zippe, teolog (* 1. prosince 1747)
- 23. května – Josef Hardtmuth, architekt, zakladatel firmy Koh-i-noor Hardtmuth (* 13. února 1758)
- 25. května – Vincenc Josef ze Schrattenbachu, brněnský biskup (* 18. června 1744)
- 5. června – Jan Karel Kolovrat Krakovský, polní maršál (* 21. prosince 1748)
- 23. června – Josef Jiří Trassler, tiskař a vydavatel (* 5. března 1759)
- 31. července – Josef Fiala, gambista, hobojista a hudební skladatel (* 3. února 1748)
- 15. listopadu – František Jan Vavák, spisovatel (* 26. října 1741)
- ? – Václav Thám, herec a spisovatel, (* 26. října 1765)

### Svět
- 27. ledna – Samuel Hood, britský admirál (* 12. prosince 1724)
- 20. února – Marie I. Portugalská, portugalská královna (* 17. prosince 1734)
- 22. února – Adam Ferguson, skotský filosof, sociolog a historik (* 20. června 1723)
- 16. března – Giuseppe Jannaconi, italský hudební skladatel (* 1740 nebo 1741)
- 7. dubna – Marie Ludovika Beatrix z Modeny, třetí manželka rakouského císaře Františka I. (* 14. prosince 1787)
- 8. dubna – Julie Billiart, francouzská řeholnice (* 12. července 1751)
- 6. května – Anne Barnardová, skotská básnířka a spisovatelka (* 12. prosince 1750)
- 26. května – Adrian Zingg, sasko-švýcarský malíř (* 15. dubna 1734)
- 5. června – Giovanni Paisiello, italský hudební skladatel, (* 9. května 1740)
- 6. června – Christiane Vulpius, manželka J. W. Goetha (* 1. června 1765)
- 11. června – Charles Pierre François Augereau, francouzský napoleonský maršál (* 11. listopadu 1757)
- 5. července – Dorothea Jordan, irská divadelní herečka a milenka anglického krále Viléma IV. (* 21. listopadu 1761)
- 20. července – Gavrila Romanovič Děržavin, ruský básník (* 14. července 1743)
- 16. srpna – Johann Jahn, rakouský biblista a orientalista (* 18. června 1750)
- 29. srpna – Johann Hieronymus Schröter, německý astronom (* 30. srpna 1745)
- 17. září – Vladislav Alexandrovič Ozerov, ruský dramatik (* 10. října 1769)
- 30. října – Fridrich I. Württemberský, první württemberský král (* 6. listopadu 1754)
- 6. listopadu – Karel II. Meklenbursko-Střelický, generální guvernér Hannoverska (* 10. října 1741)
- 26. listopadu – Dmitrij Sergejevič Dochturov, ruský generál (* 13. září 1756)
- 21. prosince
  - Jean Baptiste Pierre André Amar, francouzský revoluční politik (* 11. května 1755)
  - Jan Karel Liebich, německý divadelní režisér a ředitel (* 5. srpna 1773)

## Hlavy států

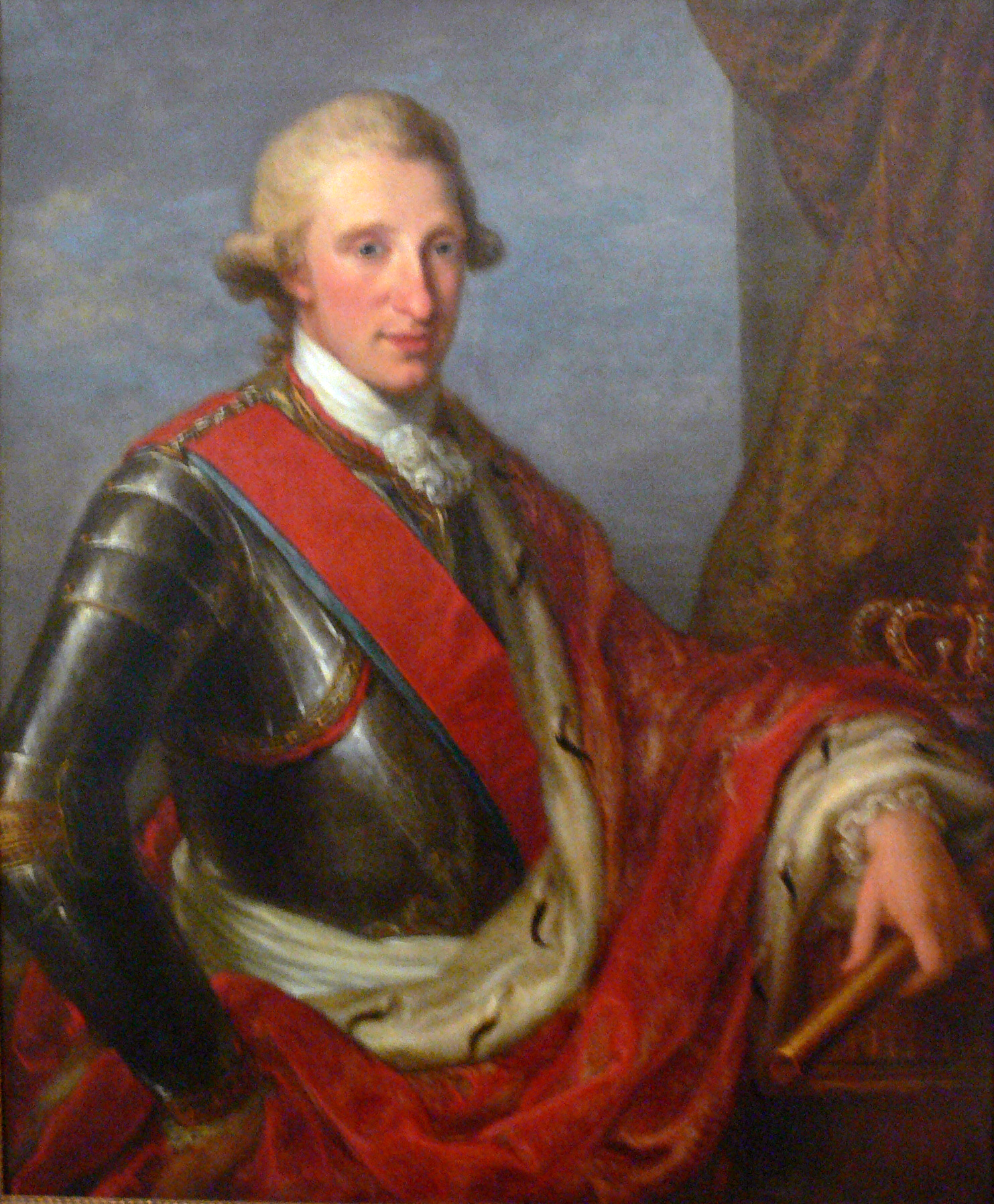
Prvním králem Království obojí Sicílie se stal Ferdinand I.

- Francie – Ludvík XVIII. (1815–1824)
- Království obojí Sicílie – Ferdinand I. (1816–1825)
- Osmanská říše – Mahmut II. (1808–1839)
- Prusko – Fridrich Vilém III. (1797–1840)
- Rakouské císařství – František I. (1792–1835)
- Rusko – Alexandr I. (1801–1825)
- Spojené království – Jiří III. (1760–1820)
- Španělsko – Ferdinand VII. (1813–1833)
- Švédsko – Karel XIII. (1809–1818)
- USA – James Madison (1809–1817)
- Papež – Pius VII. (1800–1823)
- Japonsko – Kókaku (1780–1817)
- Lombardsko-benátské království – hrabě Jindřich Jan, poté Antonín Viktor Habsbursko-Lotrinský